# 남뜨리엠군
남뜨리엠군(베트남어: Quận Nam Từ Liêm / 郡南慈廉)은 베트남 하노이의 행정 구역으로 2013년 12월 27일에 뜨리엠현이 2개로 분할되어 현재는 박뜨리엠군과 남뜨리엠군으로 분할되었다.

## 행정구역
2013년 말에 현(縣)이 남북 2개의 군으로 분할되면서 군(郡)으로 승격되었다. 남뜨리엠군은 10개의 프엉(坊)이 있다.
- 꺼우지엔 ( Cầu Diễn /梂演)
- 다이모 (Đại Mỗ /大姥)
- 메찌 (Mễ Trì / 米池)
- 미딩 1 (Mỹ Đình 1 /美亭一)
- 미딩 2 (Mỹ Đình 2 /美亭二)
- 후드 (Phú Đô / 富都)
- 떠이모 (Tây Mỗ /西姥)
- 프엉카인 (Phương Canh /芳粳)
- 쩡반 (Trung Văn /忠文)
- 쑤언프엉 (Xuân Phương /春芳)

## 교육
- 하노이 일본 학교
- 하노이 베트남-오스트레일리아 학교

## 유명 건축물

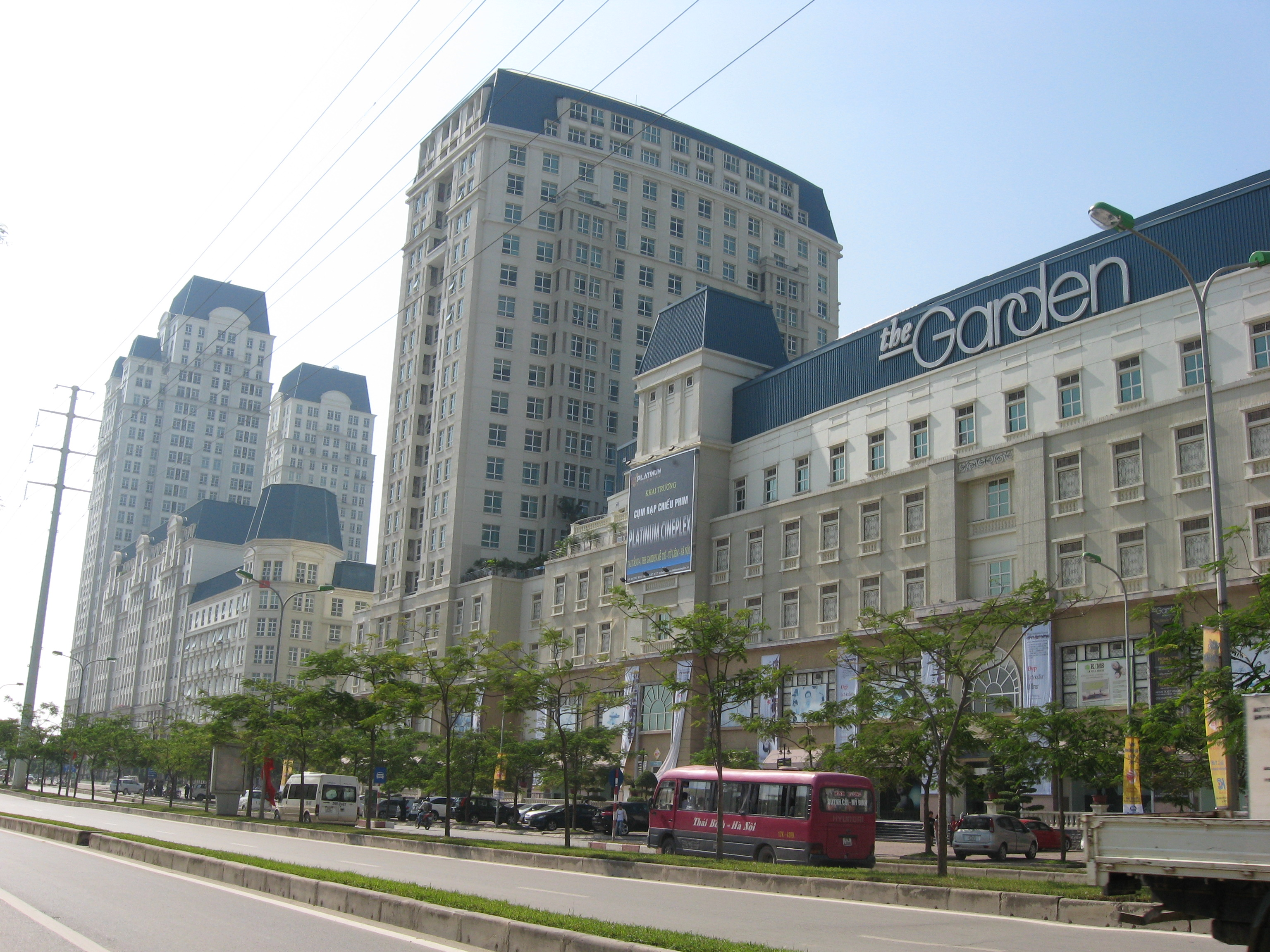
남뜨리엠의 신시가지 건물
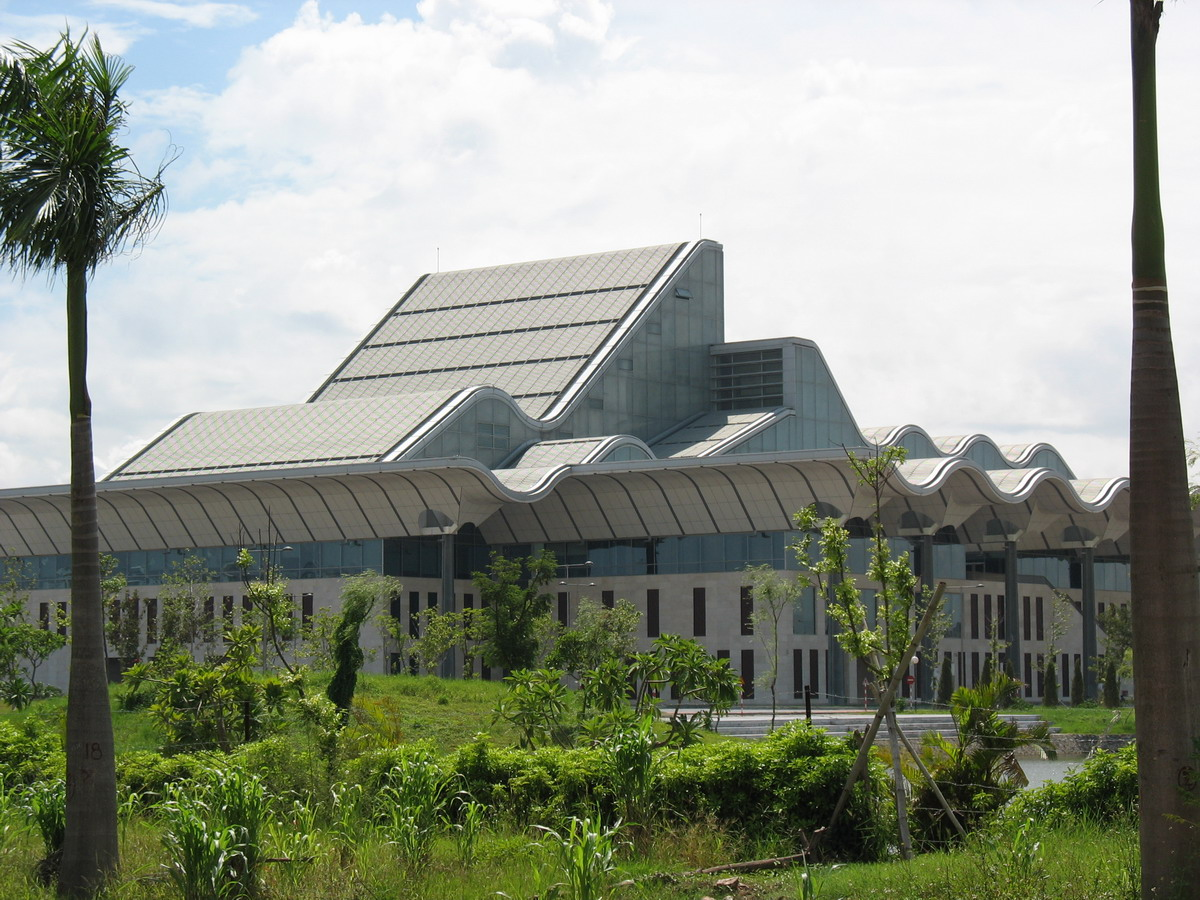
베트남 국립 컨벤션 센터
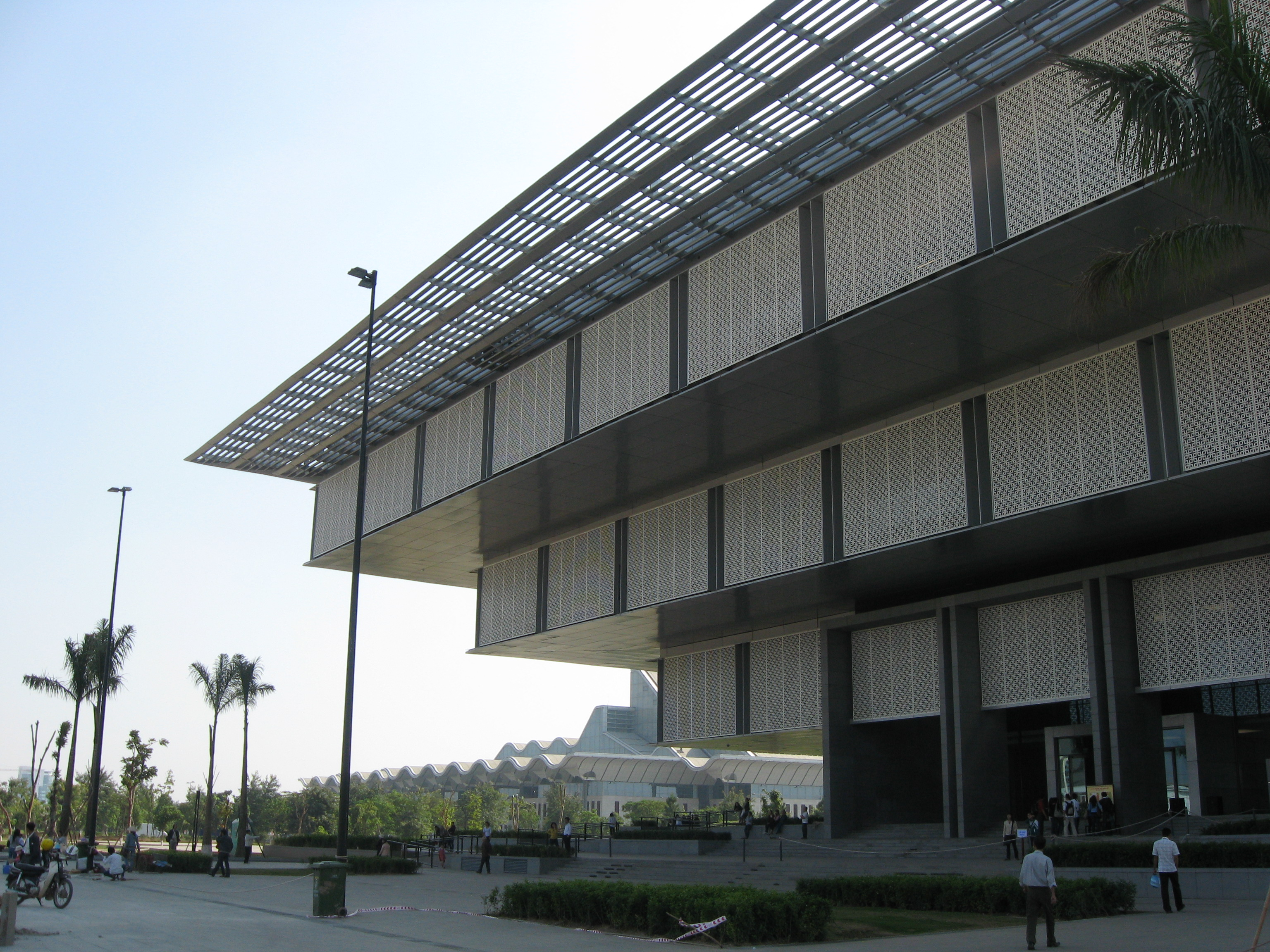
하노이 박물관
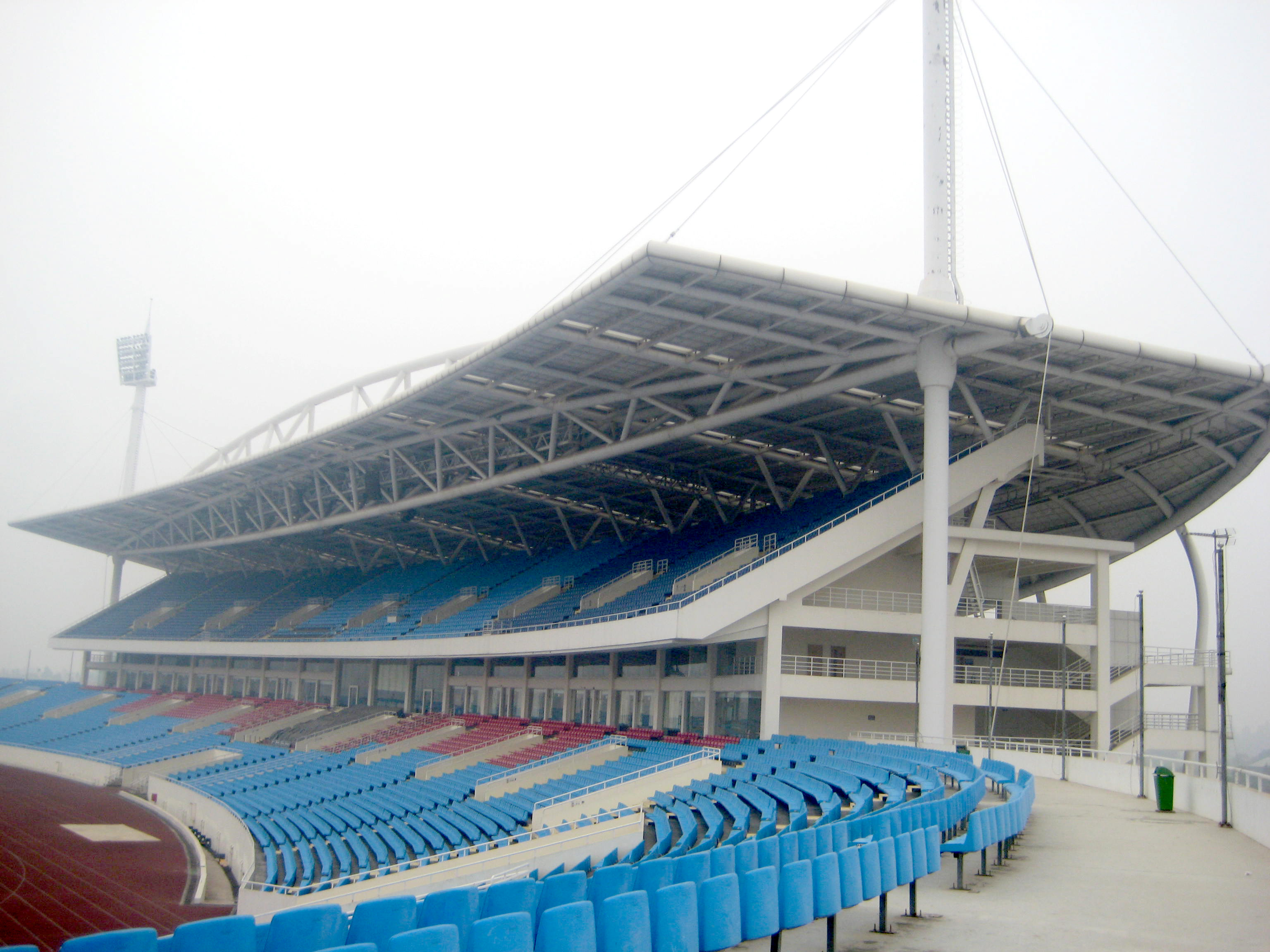
미딘 국립 경기장